# Grande compagnie des libraires de Lyon
La Grande compagnie des libraires de Lyon est une structure éditoriale née à Lyon à la Renaissance et disparaissant au XVIIIe siècle.

## Histoire
Des éditeurs lyonnais, au début du XVIe siècle, après des accords de coopérations informels, fondent en 1519 les Compagnie des Lectures et la Compagnie des textes. Ces deux structures se fondent ensuite sous une entreprise dénommée Grande compagnie des libraires de Lyon, mais également connue sous la dénomination plus simple de Compagnie des libraires.
Cet ensemble est composé d'éditeurs nouvellement arrivés, ou de Lyonnais de souche. On y retrouve Aymon et Hugues de la Porte, Simon et Antoine Vincent, Vincent de Portonariis, Balthazard et Luxembourg de Gabiano, Jacques et Jean Senneton. Ils éditent au début de la compagnie de gros ouvrages de droit, que ce soit des pièces du Corpus juris civilis et canonici, mais aussi des commentateurs du Moyen Âge.
Entre 1528 et 1535, Sébastien Gryphe travaille pour eux. Ils lui ont prêté du matériel typographique.